# Arthroceras japonicum
Arthroceras japonicum är en tvåvingeart som beskrevs av Akira Nagatomi 1954. Arthroceras japonicum ingår i släktet Arthroceras och familjen snäppflugor. Inga underarter finns listade i Catalogue of Life.